# کمی بی‌وفایی
کمی بی‌وفایی (به هندی: Thodisi Bewafaii) و (به انگلیسی: A little indiscretion) فیلمی هندی محصول سال ۱۹۸۰ و به کارگردانی اسماعیل شروف است. در این فیلم بازیگرانی همچون راجش خانا، شبانه اعظمی، ای. کی. هانگال، ارومیلا بات، گایاتری، پادمینی کولاپوری، دون ورما، جلال آقا، لیلا میشارا و مراد ایفای نقش کرده‌اند.